# Wayne (Wirginia Zachodnia)
Wayne – miasto w Stanach Zjednoczonych, w stanie Wirginia Zachodnia, w hrabstwie Wayne.